# Königsheide (Fichtelgebirge)
Die Königsheide im Fichtelgebirge ist ein dem Ochsenkopf südwestlich vorgelagerter bewaldeter Höhenrücken aus Gneisphyllit, welcher im Süden und Osten durch die Warme Steinach und im Westen durch die Fränkische Linie begrenzt ist.
Naturräumlich gehört sie zur Haupteinheit Hohes Fichtelgebirge (394). Seit September 2010 existiert ein vorläufiger Neuentwurf der Naturräume Nordostbayerns, laut der die Königsheide zu einer feiner gefassten Untereinheit  Hohes Fichtelgebirge (im engeren Sinne) gezählt wird.

## Geographie
Unter Königsheide im engeren Sinn versteht man heute das teilweise sumpfige Hochplateau rund um die höchste Erhebung, den Hohberg (863 m ü. NN) mit seinem Nebengipfel Königsheide (853 m). Die Stadt Goldkronach, die Gemeinde Warmensteinach und die Marktgemeinde Weidenberg liegen an der heutigen Königsheide.
Noch nicht endgültig geklärt ist die Herkunft des Namens dieses ausgedehnten Waldrückens. 1317 wurde das Gebiet „Wulwingesheide“ genannt, 1542 dann Königsheide.

## Geschichte
Ursprünglich teilte man das südwestliche Fichtelgebirge in zwei Heiden (Weideland) auf: Die Hohe Heide westlich des Schneeberg- und die hier beschriebene Königsheide südlich des Ochsenkopf-Massivs, östlich der Warmen Steinach auch Nasse Heide genannt. Die Nasse Heide wird heute, nach ihrer höchsten Erhebung Kreuzstein (838 m ü. NN), auch Kreuzsteingruppe genannt. In ihr entspringen u. a. die Flüsse Haidenaab und Tauritzbach, sie wird im Osten begrenzt durch die Fichtelnaab.
Historisch gesehen gelten diese Bezeichnungen auch heute noch, da im Jahre 1542 Caspar Brusch ein Büchlein über das Fichtelgebirge schrieb und (ohne historischen Hintergrund) nur das Gebiet zwischen Ochsenkopf und Weidenberg als Königsheide bezeichnete.

## Erschließung

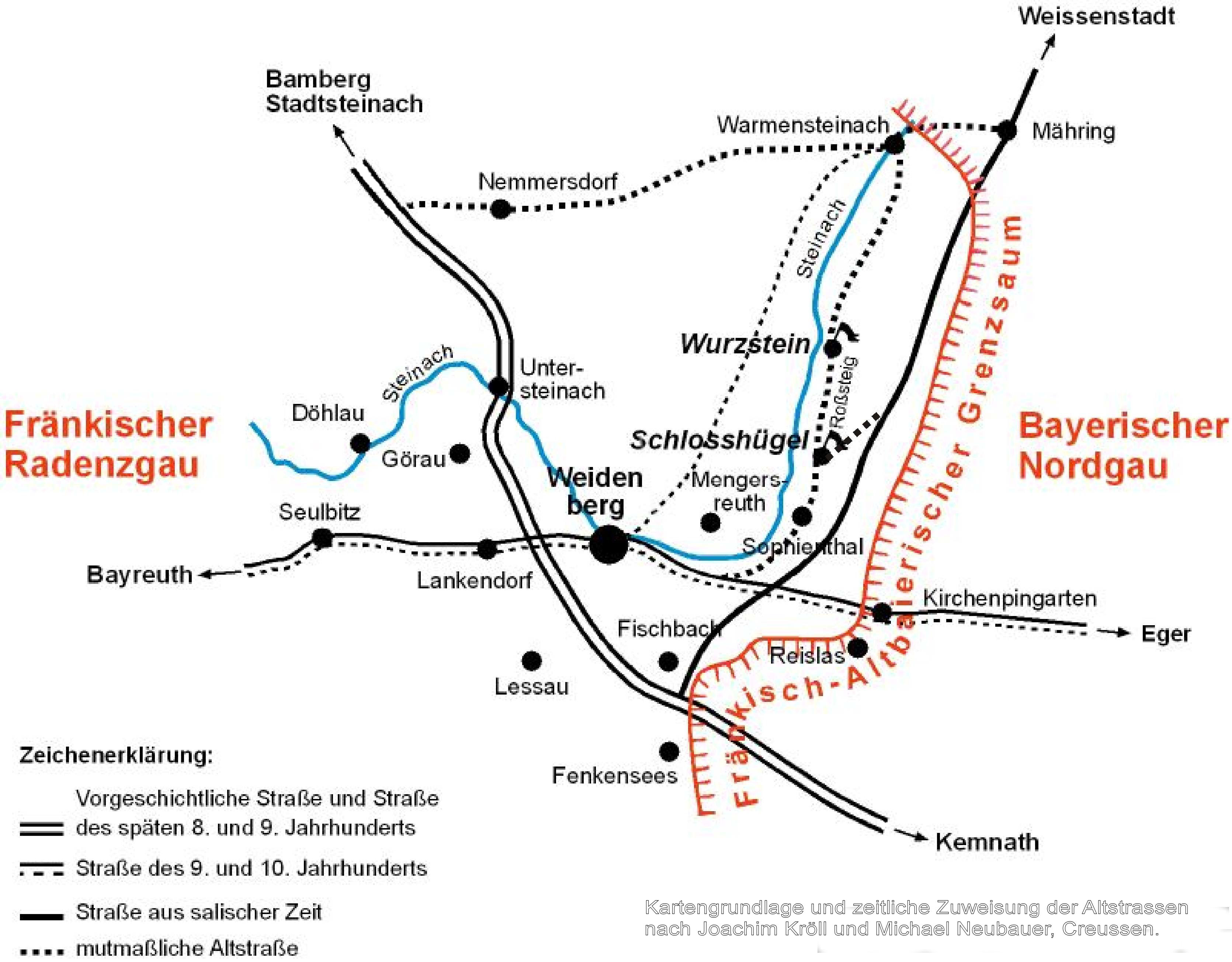
Altstraßen um die Königsheide

Das Waldgebiet ist Staatsforstgebiet; es gibt keine öffentliche Straße, nur Forstbetriebswege. Heimatforscher haben festgestellt, dass früher eine wichtige Altstraße von Nemmersdorf kommend über den Bergrücken nach Warmensteinach verlief. Sie kam von der Fränkischen Alb und führte nach Eger, weshalb sie in der Literatur als „Egerer Straße“ bezeichnet wird.
Zahlreiche markierte Wanderwege, die vom Fichtelgebirgsverein angelegt wurden, durchziehen das Waldgebiet. Von Süden her, vom Markt Weidenberg, führt ein Wanderweg über den Hohberg zu den Sehenswürdigkeiten. Von Westen her kommen die Hauptwanderwege Westweg, Südweg und Mittelweg und erschließen das Waldgebiet für den Wanderer. Ein weiß-blau-weiß markierter Weg verbindet den Ort Nemmersdorf mit Warmensteinach und führt dabei auf der „Himmelsleiter“ über die Königsheide.

## Naturbetrachtungen

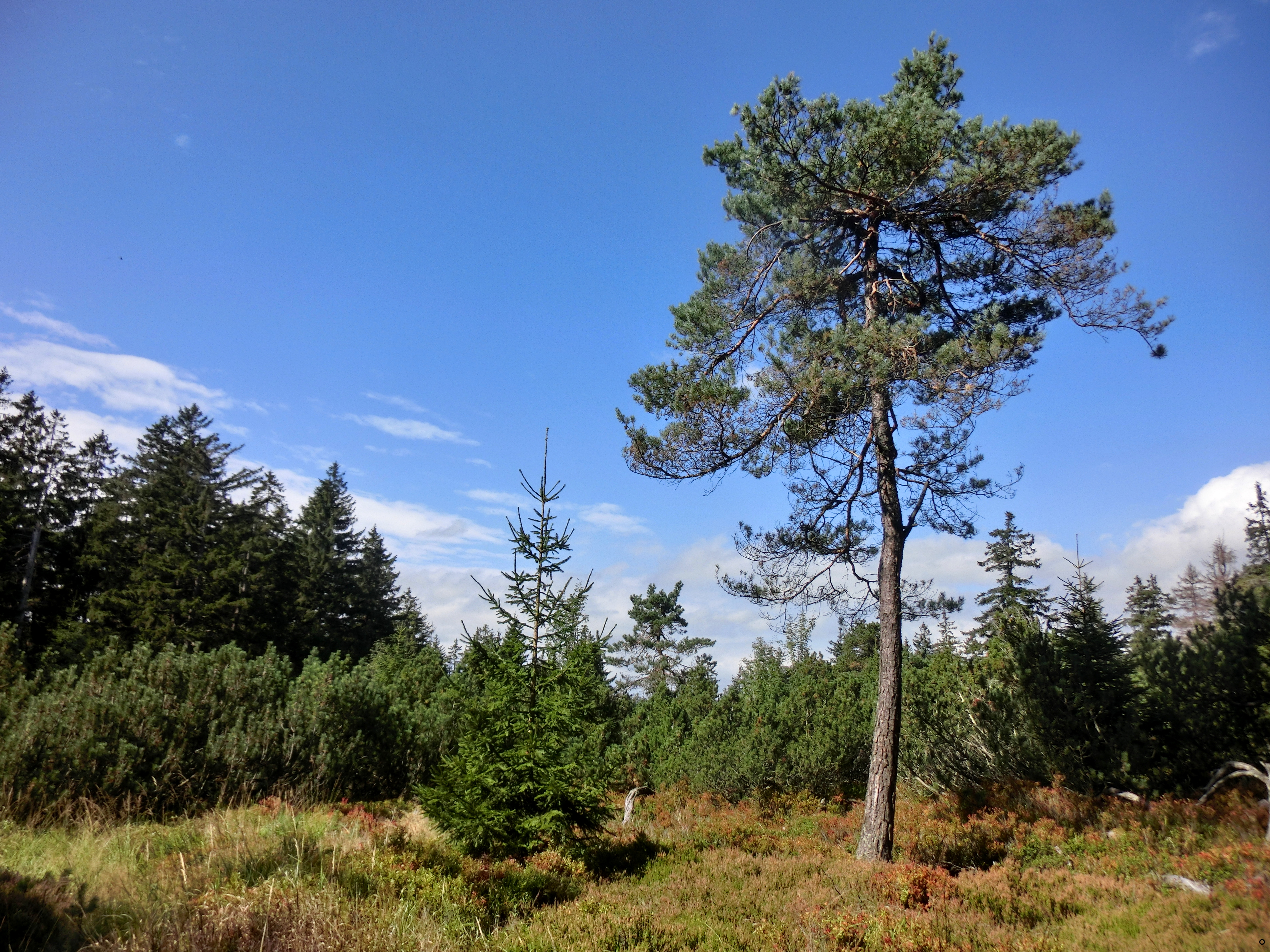
Latschenkiefern auf der Königsheide

Zahlreich sind die Rinnsale und Bächlein, die auf und an der Königsheide ihren Ursprung haben und in östlicher oder westlicher Richtung zur Warmen Steinach fließen, um deren Flusslauf zu verstärken. Der sagenumwobene Jungfernbrunnen (Dreijungfernbrunnen) liegt südlich des Hohbergs.
Die autochthone Baumart, die den Bergrücken und die Hänge bedeckt, ist die Fichte. Im Jahr 1848 wurde der Wald größtenteils abgeholzt und der Bergrücken blieb viele Jahre unaufgeforstet. 1880 entschloss sich die Forstverwaltung zur Aussaat von Latschenkiefernsamen. Aus dieser Zeit stammen die bis zu fünf Meter hohen Latschendickungen. Der Gipfelbereich des Hohbergs ist seit 1951 Landschaftsschutzgebiet.

## Kleindenkmäler

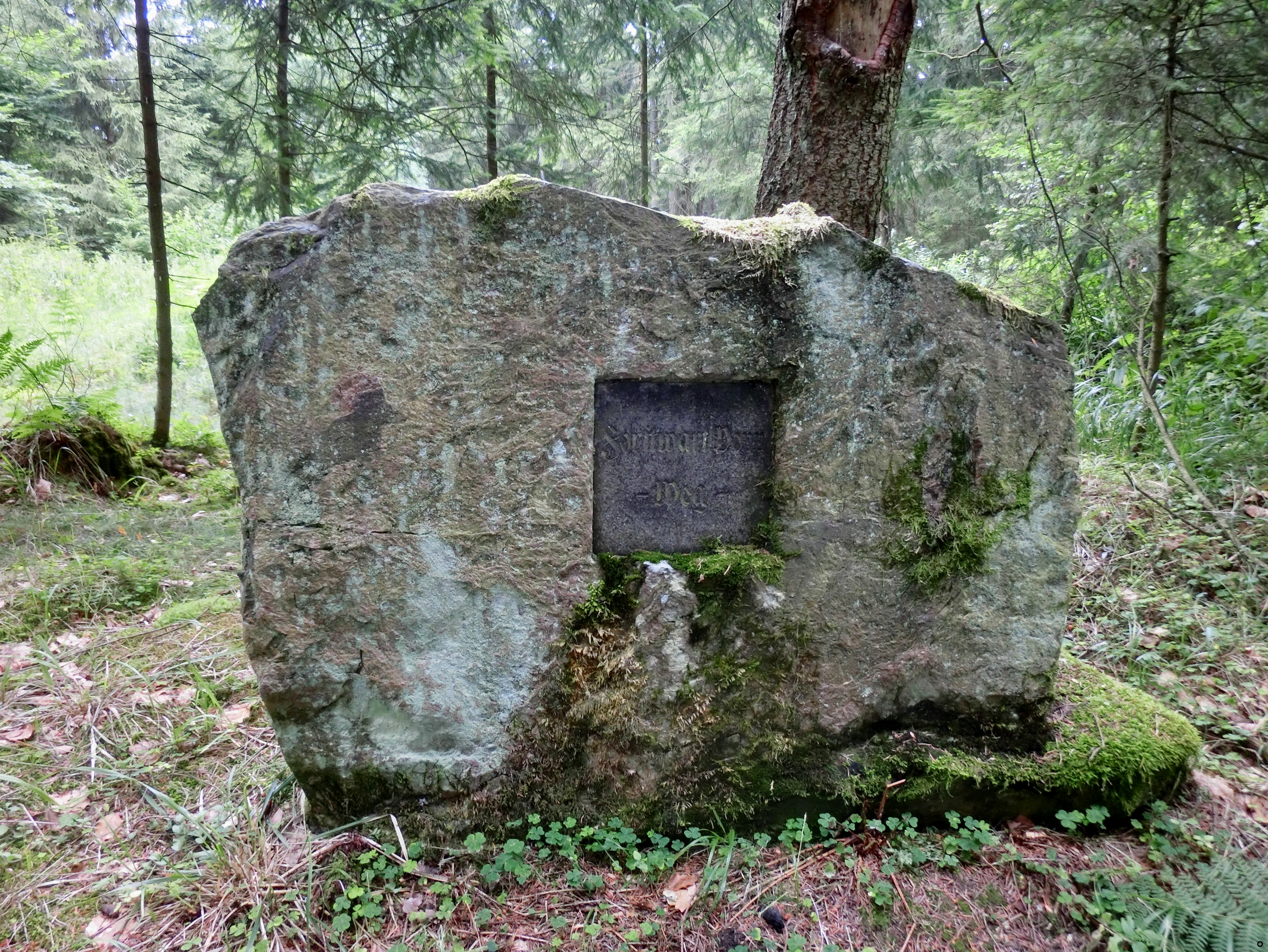
Forstwart-Popp-Gedenkstein

Das markanteste Kleindenkmal in der Königsheide ist der Dreihirtenstein, ein alter Grenzstein am weiß-blau-weiß markierten Wanderweg zwischen Warmensteinach und Nemmersdorf mit den Inschriften „Ein Gott 1605“, „Brandenburg“, „Kindsberg Weidenberg“. Er markierte ursprünglich die Grundbesitzgrenze der Herren von Künsberg-Weidenberg, der Herren von Laineck zu Nemmersdorf und der Markgrafen von Brandenburg-Bayreuth. In den 1970er-Jahren wurde bei einem laienhaften Restaurierungsversuch das Wort Laineck in „Ein Gott“ verwandelt, zudem die ursprüngliche Jahreszahl 1615 auf 1605 abgeändert. Der Grund hierfür ist nicht bekannt. Irgendwann wurde auch der Name des Steines geändert: Aus dem Dreiherrenstein wurde der Dreihirtenstein. Die Sage berichtet, dass sich dort drei Hirten in einem Streit gegenseitig umgebracht haben.
Der Popp-Gedenkstein steht am Wanderweg Rügersberg–Königsheide und erinnert an Forstwart Friedrich Popp, der im Dezember 1920 in unmittelbarer Nähe von Wild- und Holzdieben erschossen wurde. Am 16. Juli 1921 fanden beerensuchende Frauen die Leiche des Waldwärters in einer Grube. Erst 1927 konnte der Täter ermittelt werden, im April 1928 wurde er vom Schwurgericht Bayreuth verurteilt.
Am Westweg zwischen Nemmersdorf und Kattersreuth steht das Fliegerdenkmal, das an den Absturz einer Ju 52 am 25. November 1938 erinnert, bei dem die Viermann-Besatzung ums Leben kam.

## Sagen
Nach der Sage stand auf der Königsheide ein großes Schloss. Nach einer Schlacht soll dort ein König in einem goldenen Sarg mit seinen Schätzen beerdigt worden sein. Rüstungs- und Knochenfunde beflügelten die Fantasie der Bewohner in der Umgebung. Der Dreijungfernbrunnen ist eine in Stein gefasste Quelle südlich des Hohberges. Die Sage berichtet, dass sich drei Töchter des Herren von Weidenberg in den Wäldern der Königsheide verirrt hatten. Nach einer Nacht in der Waldeinsamkeit fanden sie beim Erwachen neben ihrem Schlafplatz eine Quelle; das Läuten der Weidenberger Kirchenglocken wies ihnen den Weg in ihren Heimatort zurück.